# The Prayer
«The Prayer» es el primer sencillo de la banda británica de indie rock Bloc Party de su segundo álbum A Weekend in the City. Fue lanzado por Wichita Recordings el 29 de enero de 2007 y es la más alta de gráficos único en todo el mundo de la banda. Las letras tratan consumo de drogas en discotecas y ambientes partido.
La canción fue incluida en el videojuego Project Gotham Racing 4 (también requerido para el logro "la noche me hace Imparable", que obliga al jugador a terminar una carrera en segundo lugar con la canción de juego.), Mientras que "Does It Offend you? Yeah. Remix" fue ofrecido en Need for Speed: ProStreet. La canción también fue presentada en el tráiler general de la sexta temporada de Smallville en marzo-abril de 2007. La canción también apareció en la banda sonora del videojuego NHL 2K8.

## Letra
La letra de la canción de acuerdo con el uso de drogas de club como MDMA y ketamina en discotecas y fiestas. La canción trata de los efectos de estos fármacos en el cuerpo humano a través de los ojos de un usuario, que le pregunta: "¿Es tan malo, que quiere gratificante? / A querer más que se le da a usted?".

## Video musical
Un vídeo de la canción fue lanzada el 5 de diciembre de 2006, y fue dirigido por Walter Stern, también conocido por dirigir videos de Massive Attack, The Prodigy y sobre todo The Verve. En el video, todos los miembros de Bloc Party se encuentran en una discoteca (que, en realidad, es el Café 1001, Dray Walk, Truman Brewery, Londres). Se les sigue durante toda la noche a pesar de que no parecen estar haciendo mucho. Okereke es el único que realmente se levanta y va alrededor. Los otros miembros simplemente sentarse alrededor mientras Okereke se apaga en su propio viaje, mientras que el cigarrillo se quema efectos y aparecen otras distorsiones visuales.

## Listado de canciones

### CD: Wichita / WEBB118SCD (UK)
Todas las canciones escritas y compuestas por Bloc Party. 
| N.º | Título                                    | Duración |  |
| 1.  | «The Prayer»                              | 3:46     |  |
| 2.  | «We Were Lovers»                          | 4:14     |  |
| 3.  | «The Prayer (Phones Metal Jackin' Remix)» | 5:03     |  |

### 7": Wichita / WEBB118S (UK)
Todas las canciones escritas y compuestas por Bloc Party. 
| N.º | Título       | Duración |  |
| 1.  | «The Prayer» | 3:46     |  |
| 2.  | «England»    | 4:15     |  |

### 7": Wichita / WEBB118SX (UK)
Todas las canciones escritas y compuestas por Bloc Party. 
| N.º | Título        | Duración |  |
| 1.  | «The Prayer»  | 3:46     |  |
| 2.  | «Version 2.0» | 3:21     |  |

### Remixes Promo CDM: V2 (UK)
| N.º | Título                                         | Duración |  |
| 1.  | «The Prayer (Break & Silent Witness Remix)»    | 5:42     |  |
| 2.  | «The Prayer (Phones Metal Jackin' Remix)»      | 5:03     |  |
| 3.  | «The Prayer (Para One Remix)»                  | 6:04     |  |
| 4.  | «The Prayer (Does It Offend You, Yeah? Remix)» | 4:17     |  |

## Posicionamiento
| Listas (2008)    | Posición |
| ---------------- | -------- |
| UK Singles Chart | 4        |

## Personal
Bloc Party
- Kele Okereke - voz principal, guitarra rítmica
- Russell Lissack - guitarra principal
- Gordon Moakes - el bajo, coros, sintetizadores
- Matt Tong - tambores, coros